# Westport (Dakota del Sud)
Westport és una població dels Estats Units a l'estat de Dakota del Sud. Segons el cens del 2000 tenia 125 habitants.

## Demografia
Segons el cens del 2000, Westport tenia 125 habitants, 48 habitatges, i 37 famílies. La densitat de població era de 185,6 habitants per km².
Dels 48 habitatges en un 39,6% hi vivien nens de menys de 18 anys, en un 64,6% hi vivien parelles casades, en un 10,4% dones solteres, i en un 22,9% no eren unitats familiars. En el 22,9% dels habitatges hi vivien persones soles el 12,5% de les quals corresponia a persones de 65 anys o més que vivien soles. El nombre mitjà de persones vivint en cada habitatge era de 2,6 i el nombre mitjà de persones que vivien en cada família era de 3,05.
Per edats la població es repartia de la següent manera: un 29,6% tenia menys de 18 anys, un 4,8% entre 18 i 24, un 34,4% entre 25 i 44, un 20% de 45 a 60 i un 11,2% 65 anys o més.
L'edat mediana era de 36 anys. Per cada 100 dones de 18 o més anys hi havia 83,3 homes.
La renda mediana per habitatge era de 37.292 $ i la renda mediana per família de 40.625 $. Els homes tenien una renda mediana de 25.313 $ mentre que les dones 23.750 $. La renda per capita de la població era de 15.541 $. Cap de les famílies i el 2,2% de la població estaven per davall del llindar de pobresa.

## Poblacions més properes
El següent diagrama mostra les poblacions més properes.